# PowerCD

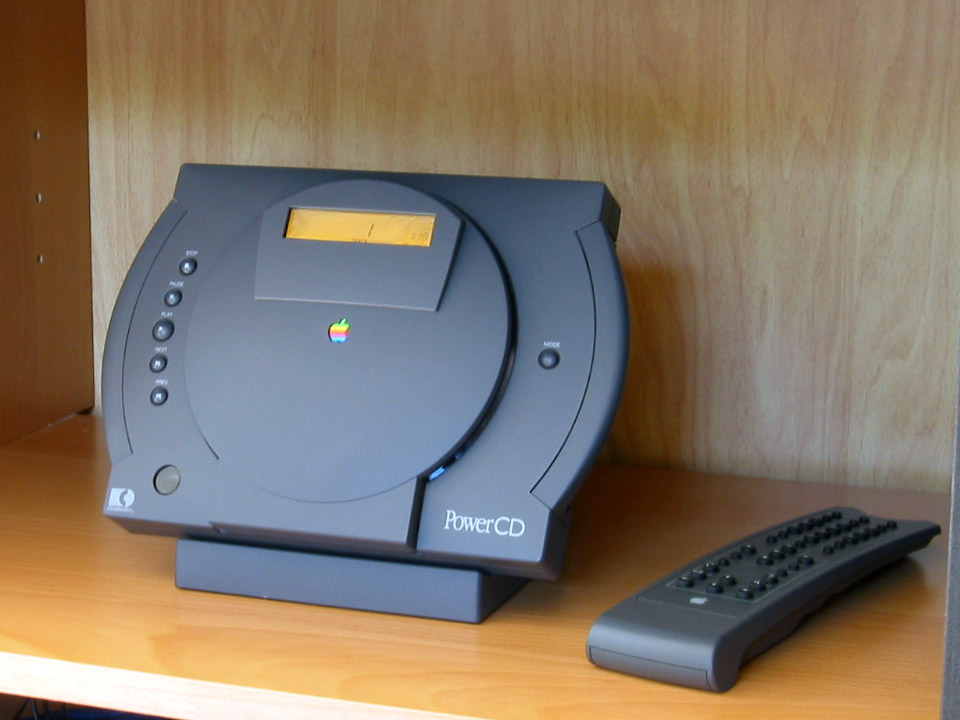
Un Apple PowerCD con su control remoto.

El Apple PowerCD es un reproductor de CD vendido por Apple Computer en 1993 y descontinuado varios años después. Se trataba de un producto de Philips (Philips CDF-100) con una estética rediseñada que se vendía con los altavoces de Apple y también incluía un control remoto. El PowerCD era capaz de leer Kodak Photo CD, CD de datos y CD de audio. Puede conectarse a la computadora personal Macintosh a través del puerto SCSI y también a sistemas estéreo y televisores.

## Historia
Con el éxito de Apple Newton, a mediados de 1992 Apple Industrial Design Group creó una división llamada Mac Like Things que debía centrarse en lo que veían como un mercado completamente nuevo para Apple en los dispositivos electrónicos de consumo. El PowerCD marcó el primer producto orientado al consumidor independiente de Apple lanzado al mercado, que no requería una computadora para su uso. Era análogo a los reproductores de CD portátiles Discman de Sony de la época, sin embargo, a diferencia de los de Sony y muchos otros, los de Apple también podían utilizarse como periféricos de computadora. Y aunque la mayoría de las Mac de escritorio en ese momento incluían CD-ROM incorporados, el PowerCD fue diseñado para coincidir con la serie PowerBook, que no incluiría un CD-ROM incorporado durante varios años más. Su capacidad para funcionar solo con batería lo convirtió no solo en una unidad portátil para computadoras, sino que le dio la capacidad adicional de comercializarse como un reproductor de CD portátil independiente. Sin embargo, Mac Like Things duró poco y, en septiembre de 1992, se incorporó al New Media Group de Apple y solo lanzó al mercado las series PowerCD y AppleDesign Powered Speakers.

## Altavoces autoamplificados AppleDesign

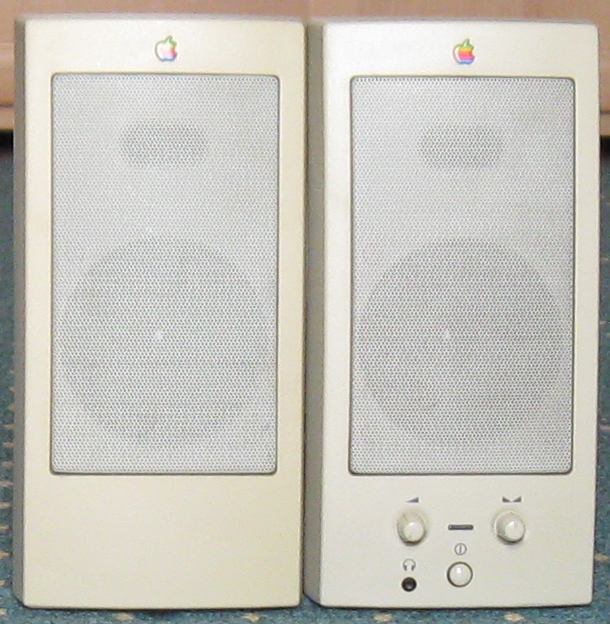
Altavoces autoamplificados AppleDesign (M6082)

Junto con el PowerCD, Apple lanzó dos versiones de sus parlantes de escritorio: los AppleDesign Powered Speakers y los rediseñados AppleDesign Powered Speakers II un año después. Los altavoces originales venían en gris platino para combinar con la línea de escritorio de Apple, mientras que la segunda generación era más curvada y también venía en un color gris más oscuro diseñado para combinar con la línea PowerBook y PowerCD. Ambos se alimentaban con un adaptador de CA y se podían conectar a cualquier fuente de salida de audio, con dos entradas separadas para la computadora y un reproductor de CD externo. Ambos tenían un conector para auriculares en la parte delantera de uno de los altavoces, junto con el control de volumen, y un puerto de conexión opcional para un subwoofer en algunos modelos.